# Marginotruncanidae
Marginotruncanidae es una familia de foraminíferos planctónicos de la superfamilia Globotruncanoidea, del suborden Globigerinina y del orden Globigerinida. Su rango cronoestratigráfico abarca desde el Cenomaniense superior hasta el Campaniense (Cretácico superior).

## Discusión
Clasificaciones posteriores incluirían Marginotruncanidae en la superfamilia Globigerinoidea.

## Clasificación
Marginotruncanidae incluye a las siguientes subfamilia y géneros:
- Subfamilia Marginotruncaninae †
  - Dicarinella †, también incluido en la familia Globotruncanellidae y en la familia Globotruncanidae.
  - Marginotruncana †, también incluido en la familia Globotruncanidae.
  - Helvetoglobotruncana †, también incluido en la familia Globotruncanellidae y en la familia Hedbergellidae.
  - Pessagnoites †, también incluido en la familia Globotruncanidae.
  - Whiteinella †, también incluido en la familia Hedbergellidae.